# لاي سن تشيونغ
لاي سن تشيونغ (1 سبتمبر 1950 بهونغ كونغ في الصين - 20 يونيو 2010 بهونغ كونغ في الصين) (بالصينية: 黎新祥) هو مدرب كرة قدم ولاعب كرة قدم بريطاني وصيني في مركز الدفاع. لعب مع Happy Valley AA ‏ وهونغ كونغ رينجرز.

## وصلات خارجية
- لاي سن تشيونغ على موقع قاعدة بيانات كرة القدم.إي يو (الإنجليزية)